# 제2대 빌레루아 공작 프랑수아 드 뇌빌
제2대 빌레루아 공작 프랑수아 드 뇌빌(François de Neufville, 2nd duc de Villeroi, 1644년 4월 7일~1730년 7월 18일)는 프랑스의 군인이다. 샤를 9세 치세에 두각을 나타내 성장한 귀족 가문 출신이다.

## 생애
그의 아버지 빌레루아 후작 니콜라 드 뇌빌(Nicolas de Neufville, marquis de Villeroi)이자 프랑스 원수(Marshal of France; 1598-1685)는 젊은 왕 루이 14세 통치자에 의해 뒤늦게 공작 작위가 수여되었다. 프랑수아는 친족 관계인 루이 14세의 부름을 받고 그의 개인적인 서클의 회원으로 들어왔다. 왕에 대한 충성심과 훌륭한 조신(朝臣)이며, 사교 모임의 리더였고, 뛰어난 개인적인 무용을 지닌 사나이로써, 빌레루아는 군대에서 승진을 거듭했고, 모두가 그를 사랑했지만 그러나 군인의 경력으로는 언제나 그는 루이보다 무능하다는게 올바른 평가였다.
1693년 빌레루아는 프랑스 원수로 승진하여 연습이 아닌 정말로 중요하고 책임감이 무거운 사령관직을 맡게 되었다. 1695년 뤽상부르 공작이 사망하자 빌레루아는 플랑드르에 있던 프랑스 군대의 사령관이 되어 부대를 지휘하게 되었다.(보기:대동맹 전쟁)
윌리엄 3세는 빌레루아의 부임소식을 듣고 상대편의 손쉬운 적수를 가리켜 "작은 꼽추"(little hunchback)라고 불렀다. 1695년 빌레루아는 브뤼셀에 대해
무차별 포격에 대한 책임이 있었고, 이것으로 파괴된 건물들의 복구는 18세기에 이르러서야 재 모습을 찾게 되어 오늘날까지 이르렀다.(비록 다시 세계 대전때 피해를 입기도 했다).
1701년 스페인 왕위 계승 전쟁에서 빌레루아는 이탈리아로 보내져 해임된 니콜라 카티나를 대신해 사보이 공 외젠의 하위 군대와 키아리에서 전투를 벌였지만 패배했다. 1702년 2월 크레모나 전투에서 놀랍게도 포로가 되었고, 군대에서 그의 손실을 가리킨 유머스런 유명한 시가 지어졌다.
| “ | "Par la faveur de Bellone, et par un bonheur sans égal, Nous avons conservé Crémone --et perdu notre général." | ” |

1년 후 그는 저지대(Low Countries)에서 뜻밖에도 말버러 공작과 맞붙었다. 말버러 자신은 네덜란드와 기타 동맹의 위원들에 의해 곤경에 빠졌지만, 오히려 빌레루아 자신은 능력에 벗어나는 과용을 부려 다음해 피할 수 없는 재난을 불러 일으킨 1706년 라미예 전투에서 말버러와 싸웠으나 철저하게 패배했다. 루이 14세는 그의 오랜 친구를 위로하며 말했다.
"우리들의 시대엔 행운이 오래가지 못한 것 뿐이오."(At our age, one is no longer lucky)
그러나 빌레루아는 사령관직에서 경질되고, 이때부터 빌레루아의 삶은 궁정신하로써 살게 되었다. 또한 비록 책략이 포함된 일이 의심되더라도, 그는 루이 14세에 대한 우정을 생각해 그를 지지했다.
1717년과 1722년 사이 섭정기구 아래에서 빌레루아는 어린 왕 루이 15세의 통치를 기타 다른 높은 지위의 인물들과 함께 보필했다. 하지만 루이 15세의 섭정인 오를레앙의 필리프 2세는 그에게 치욕을 입힐 음모를 꾸며, 빌레루아를 리용의 총독으로 보내버렸는데, 사실상의 추방이었다.
성인이 되어 직접 나라를 다스리게 된 루이 15세는 빌레루아를 상기하고 그를 다시 불러 높은 관직에 앉혀 그의 시대가 찾아오게 만들었다.

## 참고 자료
본 문서에는 현재 퍼블릭 도메인에 속한 브리태니커 백과사전 제11판의 내용을 기초로 작성된 내용이 포함되어 있습니다.